# Battlefield: Bad Company 2
Battlefield: Bad Company 2 is een computerspel ontwikkeld door DICE en behoort tot het genre first-person shooter. Het spel werd uitgebracht in maart 2010 en was het vervolg op Battlefield: Bad Company.
Het spel, dat werd uitgegeven door Electronic Arts, verhaalt over de B-company, die bekend is uit het eerste deel. DICE maakte voor de release al bekend dat er meer wapens en voertuigen beschikbaar zullen zijn, net zoals de mogelijkheid om meer van de omgeving te vernietigen. Zo is het mogelijk om de muren van bepaalde huizen met granaatwapens op te blazen zodat ze compleet instorten. Ook het aan flarden schieten van hekken en houten barrières is mogelijk. In tegenstelling tot Bad Company beschikt het spel over acht grote en geheel nieuwe maps.

## Systeemeisen (Windows)
Minimale pc-systeemeisen
- Processor: Core 2 Duo @ 2,0 GHz
- Geheugen: 2 GB
- Grafische kaart: GeForce 7800 GT / ATI X1900
- Grafisch geheugen: 256 MB
- Besturingssysteem: Windows XP
- Hardeschijfruimte: 15GB voor de downloadversie en 10 GB voor de dvd-versie.

Aanbevolen pc-systeemeisen
- Processor: Quadcore
- Geheugen: 2 GB
- Grafische kaart: GeForce GTX 260
- Grafisch geheugen: 512 MB
- Besturingssysteem: Windows XP, Vista of Windows 7
- Hardeschijfruimte: 15 GB voor de downloadversie en 10 GB voor de dvd-versie.

## Verhaal
Het spel begint in de Tweede Wereldoorlog waar een groepje Amerikaanse soldaten aan land gaat om een Japanse professor die belangrijke informatie heeft te evacueren. Dit eerste deel van het spel heet Operatie Aurora. Op het einde van deze missie vluchten de soldaten met de professor weg met een duikboot.
Wat ze echter niet weten is dat de Japanners een geheim wapen hebben en dat bij de lancering van dit wapen iedereen zal sterven. Nadat dit gebeurd is, keert het spel terug naar het heden en moet de speler met zijn squad (gekend van Bad Company 1) een nieuwe wereldoorlog voorkomen. Bij de laatste missie moeten ze in een vliegtuig een bom (gebaseerd op de Japanse) uitschakelen, die de Russen op de VS willen gooien.

## Multiplayer
Er zijn vijf soorten spelmodi:
- Rush: Twee teams vechten tegen elkaar, het ene team verdedigt de zogenaamde "M-com stations", het andere probeert die stations te vernietigen om punten te krijgen en de volgende set M-com stations te kunnen slopen. Er kunnen maximaal 32 spelers deelnemen.
- Conquest: Het doel van deze modus is om de vlaggen te veroveren en de vijanden te doden.
- Squad Deathmatch: Vier squads (van maximaal vier spelers) bekampen elkaar, de ploeg die het eerst 50 vijanden doodt, wint de ronde.
- Squad Rush: Het doel is hetzelfde als Rush, maar in deze modus zijn er maar twee squads (4 personen) en zijn er steeds maar twee M-Com stations waarvan de speler eerst het eerste moet slopen voordat hij het andere kan vernietigen.
- Onslaught (DLC): Het doel is hetzelfde als Conquest, echter met maar 1 squad (max 4) tegen een AI-tegenstander. Verder is het de bedoeling dat men een zo snel mogelijke tijd neerzet. Het spel eindigt als de speler en zijn squad niet meer leven, of als alle vlaggen veroverd zijn. Deze modus is enkel beschikbaar op Xbox 360 en PlayStation 3.
- Battlefield Bad Company 2 Vietnam (DLC): uitgebracht op 22 december 2010. Deze uitbreiding voegt 4 nieuwe multiplayermaps en één extra bonusmap toe aan het spel. Verder zijn er 15 nieuwe wapens, stammend uit de Vietnam-periode. De uitbreiding bevat ook nog een typerende soundtrack uit die periode, met memorabele muziek zoals Fortunate Son van Creedence Clearwater Revival.

## Ontvangst
| Beoordeeld door      | Platform      | Datum         | Score |
| -------------------- | ------------- | ------------- | ----- |
| 411mania.com         | PlayStation 3 | 12 maart 2010 | 95%   |
| AusGamers            | Windows       | 16 maart 2010 | 90%   |
| GameSpot             | Xbox 360      | 3 maart 2010  | 90%   |
| CPU Gamer            | Windows       | 4 april 2010  | 90%   |
| 2404.org PC Gaming   | Windows       | 4 april 2010  | 90%   |
| Game Over Online     | Windows       | 12 maart 2010 | 90%   |
| PC Gamer             | Windows       | april 2010    | 88%   |
| PC Games (Duitsland) | Windows       | 2 maart 2010  | 86%   |
| Game Revolution      | Windows       | 16 maart 2010 | 83%   |
| Blend Games          | Xbox 360      | 6 maart 2010  | 80%   |